# 来村多加史
来村 多加史（きたむら たかし、1958年1月29日 - ）は、日本の考古学者。専門は日中考古学と中国軍事史。博士（文学）（関西大学・論文博士・2001年）。兵庫県明石市出身。

## 略歴
関西大学に入学し高松塚古墳発見者の網干善教に師事。関西大学大学院博士課程を修了し、のちに中国陵墓研究により博士号を取得。大学院在籍中、1985年より88年にいたるまで文部省と中国政府との交換留学生として北京大学考古系に留学。帰国後、関西大学で非常勤を務め、奈良文化女子短期大学教授を経て、2009年より阪南大学教授に着任。2025年3月退職。

## 主要著書
- 『唐代皇帝陵の研究』（学生社、2001年）
- 『春秋戦国激闘史』（学研M文庫、2002年）
- 『万里の長城　攻防三千年史』（講談社現代新書、2003年）
- 『風水と天皇陵』（講談社現代新書、2004年）
- 『キトラ古墳は語る』（NHK出版生活人新書、2005年）
- 『高松塚とキトラ 古墳壁画の謎』（講談社、2008年）
- 『中国名将列伝』（学研新書、2008年）
- 『奈良時代一周 まほろばを歩く』（NHK出版、2010年）
- 『上下する天文　キトラ・高松塚古墳の謎』（教育評論社、2019年）
- 『河内平野中部観光資源調査報告』（晃洋書房、2021年）
- 『観光ガイド論』（晃洋書房、2024年）

## 番組制作監修
- NHKスペシャル - 「始皇帝」1994年
- NHKスペシャル - 「四大文明」2000年
- NHK番組 - 「その時歴史が動いた 項羽と劉邦」2003年
- NHKスペシャル - 「大化改新 隠された真相〜飛鳥発掘調査報告〜」2006年
- NHKスペシャル - アジア巨大遺跡　第3集「中国　始皇帝陵と兵馬俑」2015年

## 主な番組出演
- 朝日放送 - 「キトラ・四神と十二支 風水でわかる王陵の秘密」（2008年5月5日放送）
- WOWOW - 「体感型復元ミステリー 美術のゲノム〜二の巻〜」（2008年11月3日放送）
- NHK - 「名将の采配」（2008年10月、2009年6月〜7月、2010年7月〜9月 計16回放送）バトルマスターとして出演
- NHK BS2 - 「45日間奈良時代一周」（2010年3月1日〜4月30日放送）出演および監修
- 日本テレビ - 「ミリオンダイス」（2010年7月8日放送）
- NHK-FM埼玉県域 - 「忍城 ラジオ攻め」（2011年3月6日放送）
- NHK BSプレミアム - 「リンクス」(2011年8月25日放送)
- NHK BSプレミアム - 「BS歴史館 聖徳太子は実在したのか!?」(2012年1月26日放送)
- NHK BSプレミアム - 「BS歴史館 完全再現!川中島の戦い」(2012年2月9日放送)
- NHK BSプレミアム - 「古代中国 よみがえる英雄列伝　始皇帝と乱世の名臣たち〜春秋戦国・天下統一への道〜」(2013年1月4日放送)
- NHK BSプレミアム - 「ザ・プロファイラー　もう誰にも頼らない　〜始皇帝 孤独から生まれた最強の男〜」(2013年10月2日放送)
- NHK BSプレミアム - 「BS歴史館 シリーズ 日本のフィクサー（2）藤原氏 日本の権力構造のルーツ」(2013年12月12日放送)
- NHK BSプレミアム - 「ザ・プロファイラー　夢と野望の人生　〜曹操 三国志・超人伝説の真実〜」(2014年12月3日放送)
- 朝日放送 - 「報道特別番組　草原に目覚めた壁画を救え　〜モンゴル地下古墳の謎〜」（2015年11月3日放送）
- BS11 - 「とことん歴史紀行 第32回　〜真田幸村　家康を驚嘆させた真田丸　大阪〜」(2016年1月11日放送)
- 三重テレビ - 「ええじゃないか。－おかげ旅行社ええ旅ツアー　〜大坂の陣ゆかりの地をええ旅さがし！〜」（2016年9月5日放送）
- NHK - 「歴史秘話ヒストリア　飛鳥美人 謎の暗号(コード)を解け　～高松塚壁画のヒミツ～」(2017年5月12日放送)
- フジテレビ -「FNS27時間テレビ にほんのれきし　飛鳥・奈良時代 『ホンマでっか！？TV』」（2017年9月9日放送）
- BS-TBS - 「にっぽん！歴史鑑定　#170～高松塚古墳とキトラ古墳の謎～」(2018年8月27日放送)
- NHK BSプレミアム - 「右大臣 吉備真備 〜左遷からカムバックした男〜」(2018年12月13日放送)
- NHK -  「歴史探偵　秦の始皇帝」( 2021年6月2日 放送)
- NHK BSプレミアム - 「 世界史ドリームマッチ　最強キング決定戦　頂点を極める“王”は誰だ！」(2022年1月1日放送)
- NHK -  「歴史探偵　飛鳥の古墳ツアー」( 2022年8月24日 放送)
- NHK BSプレミアム - 「美の壺　スペシャル　～城～」(2023年11月11日放送)